# 広島仏教学院
広島仏教学院（ひろしまぶっきょうがくいん）は、広島市西区にある私立専門学校。略称は「広仏」。

## 概要
本山から認可を受ける浄土真宗本願寺派僧侶および教師育成の学校であると同時に、僧侶を志す者でなくとも、仏教や真宗の理解を深めるために入学するものもいる。
法人形態は学校法人ではなく宗教法人。
寄宿施設もある。 

### 修業期間
1年。

### 入学資格
高等学校卒業程度、それに準ずるもの。聴講制度もある。

## 沿革
大正12年（1923年）、真宗学寮に併設される形で開校する。

## 開講科目
- 安心論題
- 真宗概論
- 三経要義
- 七祖要義
- 正信偈要義
- 和讃要義
- 仏教概論
- 各宗要義
- インド仏教史
- 中国仏教史
- 日本仏教史
- 真宗史
- 宗教学概論
- 勤式作法
- 寺と教団
- 布教法

## 所在地
広島県広島市西区南観音2丁目8-15

## 参照
- 真宗学寮創立100周年記念パンフレット